# País de Gex

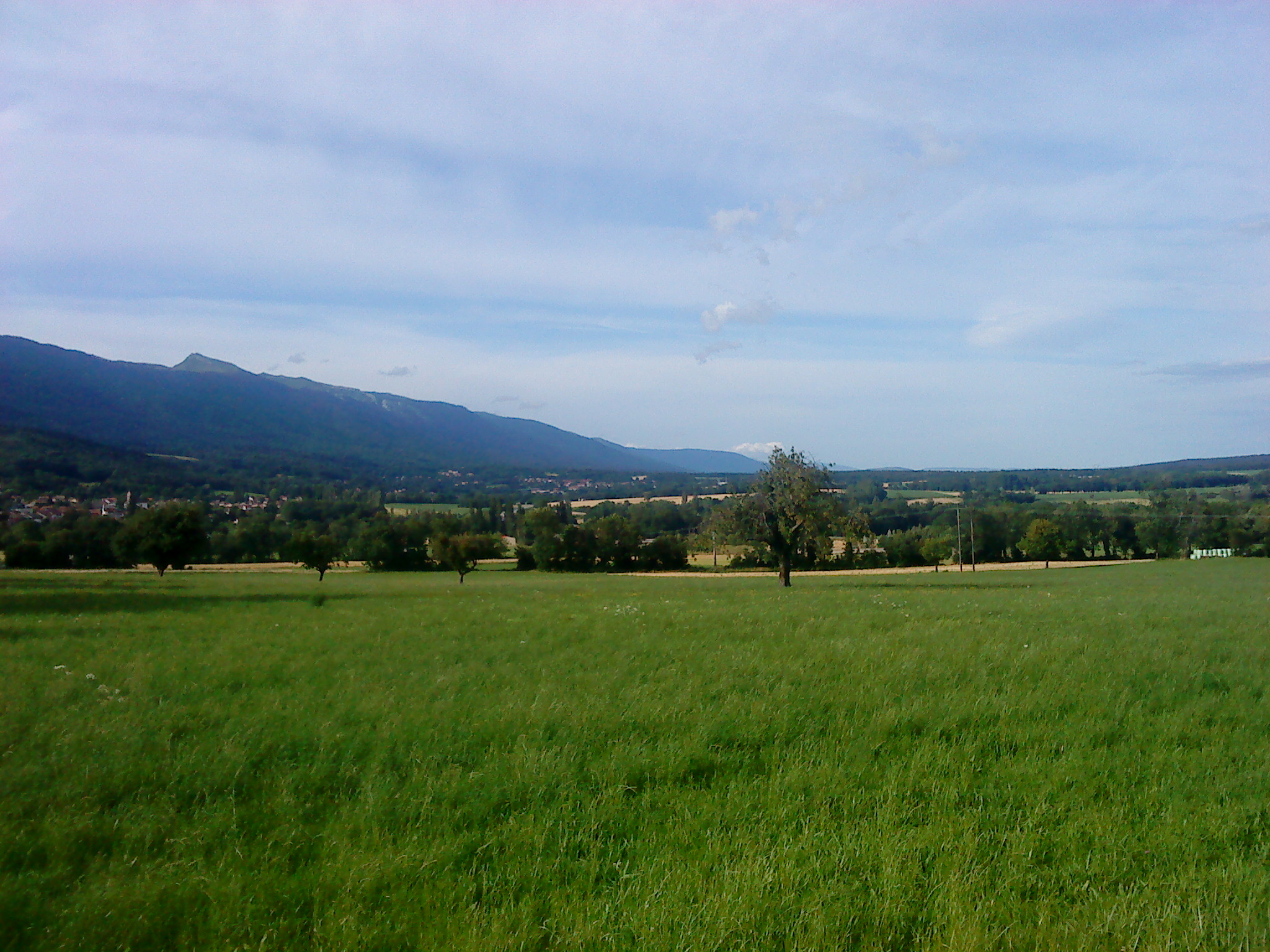
O país de Gex visto do sul, com os montes Jura a oeste.

O País de Gex é uma região histórica e um dos quatro arrondissements (circunscrição administrativa francesa) do departamento de l'Ain, da região Auvérnia-Ródano-Alpes - sendo os outros três Bresse, Bugey e Dombes.
O País de Gex é formado pelos cantões de Collonges, de Ferney-Voltaire e o de Gex; as comunas com mais de 4 000 habitantes são : Divonne-les-Bains, Ferney-Voltaire, Gex, Saint-Genis-Pouilly, Prévessin-Moëns e Thoiry.

## Geografia
Isolado do resto do departamento de l'Ain pela cordilheira do Jura - só se pode aceder ao resto do departamento pelo Colo da Faucille, que culmina a 1 323 m, ou pelo desfiladeiro do Forte de L'Écluse . Encontra-se por essa razão virado para o Lago Léman, razão por que tanto a região como a sua economia são fortemente ligadas à Suíça. Tem como pano de fundo os Alpes.
É no País de Gex que se encontram os mais alto cumes do Jura, o Crêt de la Neige (comuna de Sergy) com 1720 m de altitude, o Le Reculet, (Thoiry) 1717 m e o Colomby de Gex, (Échenevex) com 1689 m.

## Economia
Esta região teve um desenvolvimento espetacular aquando da construção do SPS do CERN na década de 1970 e é o local de residência de muitos frontaliers - pessoas que habitam num país mas trabalham noutro.
Em razão da proximidade do CERN, a construção aumentou muito, principalmente em Saint-Genis-Pouilly, Prévessin-Moëns, Thoiry e Ferney-Voltaire.
Paradoxalmente, apesar do seu isolamento em relação ao resto do departamento de l'Ain, e devido ao alto nível intelectual e económico da região, o  País de Gex  propõe formações muito completas como a do Liceu Internacional de Ferney-Voltaire - com cursos dados em seis línguas (alemão, espanhol, francês, holandês, italiano e sueco), segundo a nacionalidade dos alunos - e do CNAM (Conservatório nacional das artes e profissões).

## Turismo
Destaca-se  a estação termal de Divonne-les-Bains, cujas águas são conhecidas desde 1830, e o Golfe de Divonne adjacente de 18 buracos. Há um outro campo de golfe, mais recentemente e do mesmo nível - o  Golfe de Maison Blanche. As termas de Divonne-les-Bains são especializadas no tratamento das afecções psicossomáticas e do stresse.
A cadeia do Jura permite a prática de esqui alpino,  nas estações dos Monts Jura, compostas pelos  sítios de Mijoux/col de la Faucille, Lélex/Crozet et Menthières. Perto do Colo da Faucille fica a estação de esqui de fundo de La Vattay.
A cadeia do Jura classificada, como reserva natural, com o parque natural regional do Alto-Jura, é coberta por numerosos caminhos de pedestrianismo entre os quais o GR Balcon du Léman, que oferece numerosos itinerários na floresta ou nas alpagens e onde se vê, como  tela de fundo,  Genebra e o seu célebre Jet d'Eau, o Lago Léman e o arco alpino, com uma vista panorâmica sobre a cadeia do Monte Branco.

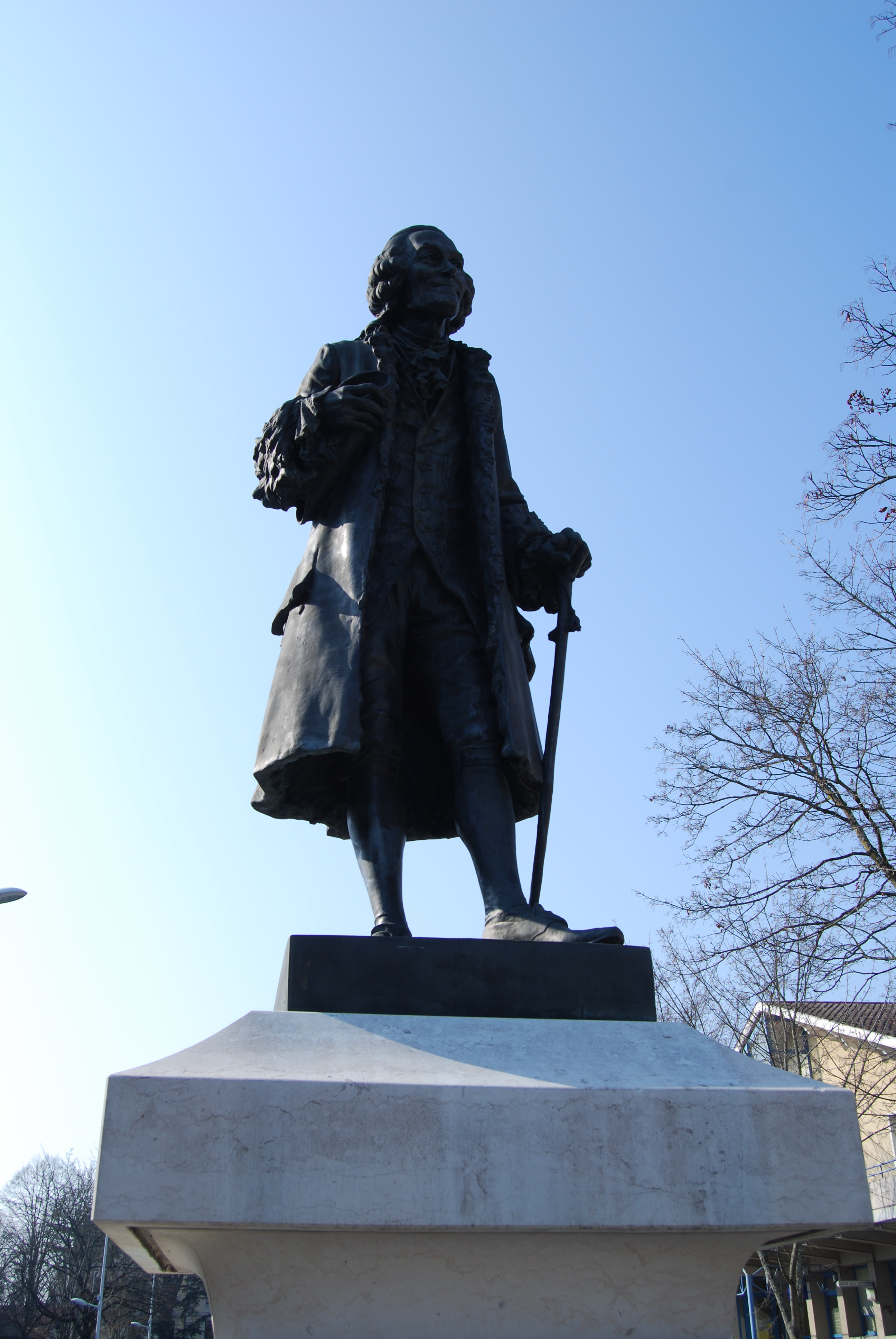
Estátua de Voltaire, em Ferney-Voltaire.

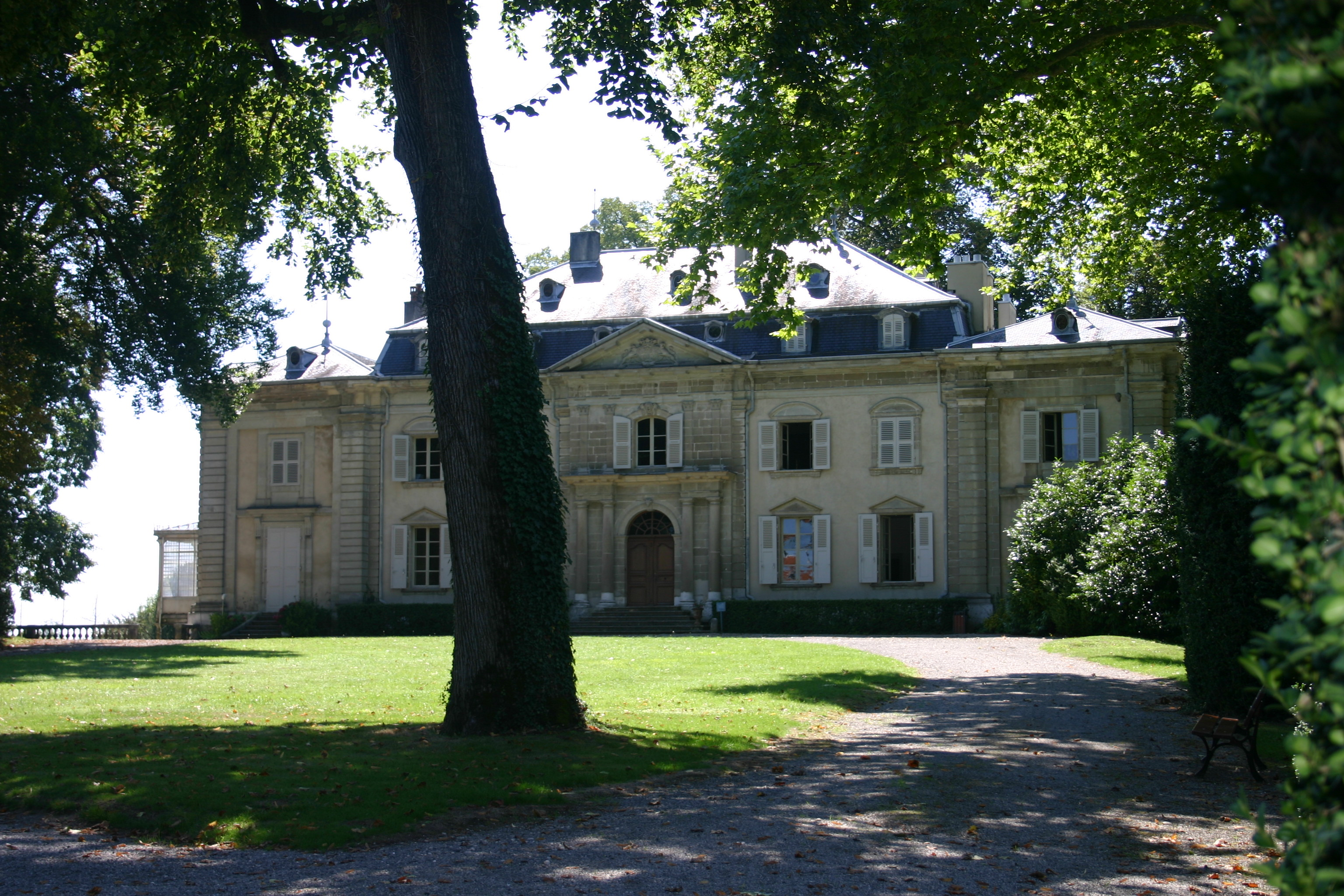
Château de Ferney-Voltaire

Voltaire, o escritor, ensaísta  deísta e filósofo iluminista francês é o patriarca de Ferney que passou a se chamar  Ferney-Voltaire a partir de 1878, para honrar a  presença, a partir de 1758, do seu benfeitor. O castelo de Ferney-Voltaire, onde morou, é aberto ao público.
É em Prévessin-Moëns que se encontra o laboratório da parte francesa do CERN

### Zona franca
A zona franca da região, proveniente de antigas regalias regionais, permite aos  franceses  residentes  comprar vários produtos - como é o caso da manteiga e açúcar e, em determinada circunstâncias, automóveis com matrículas TT vermelhas - sem pagar tarifas aduaneiras.